# Adrián Villalobos
Adrián Eduardo Villalobos Orozco (ur. 12 listopada 1997 w Guadalajarze) – meksykański piłkarz występujący na pozycji skrzydłowego, od 2021 roku zawodnik UdeG.